# Paratelecrinus laticonulus
Paratelecrinus laticonulus is een haarster uit de familie Antedonidae.
De wetenschappelijke naam van de soort werd in 2013 gepubliceerd door Charles G. Messing.